# Campanula humillima
Campanula humillima är en klockväxtart som beskrevs av A.Dc. Campanula humillima ingår i släktet blåklockor, och familjen klockväxter. Inga underarter finns listade i Catalogue of Life.